# 内田朱美
内田 朱美（うちだ あけみ、1972年2月29日 - ）は、日本のフリーアナウンサー。エス・オー・プロモーション所属。以前はテレビ山梨とテレビ神奈川に在籍していた。

## 経歴
東京都出身。学習院大学経済学部卒業後の1994年テレビ山梨に入社。98年3月に退社し、同年4月にテレビ神奈川（tvk）に移籍。2001年3月にtvkも退社、同年4月にフリーへ転向。現在はJCN大田で活動している。趣味はスポーツ観戦、ゴルフ、スキューバダイビング、スノーボード。特技は茶道、アーティスティックスイミング

## 担当番組
テレビ山梨時代
- UTY夕焼け情報局
- フレッシュ!

テレビ神奈川時代
- HAMA大国など

フリー転向後
- まーけっと@ナイト（BSC）
- アントレプレナーライブ
- 東京シティ競馬中継（2000年4月 - 2005年3月、TOKYO MX）
- IT LIVE（いずれもビジネス・ブレークスルー）ほか